# Pultenaea linophylla
Pultenaea linophylla là một loài thực vật có hoa trong họ Đậu. Loài này được Schrad. & Wendl. miêu tả khoa học đầu tiên.